# راي كيني
راي كيني (بالإنجليزية: Ray Kenny)‏ (11 ديسمبر 1973 بدبلن في جمهورية أيرلندا - ) هو لاعب كرة قدم أيرلندي في مركز الدفاع. لعب مع نادي شامروك روفرز ونادي فين هاربز ولونغفورد تاون ‏ وKildare County F.C. ‏ وKilkenny City A.F.C. ‏ وBray Wanderers F.C. ‏.